# マルチブート
マルチブートとは、1台のコンピュータに接続された複数台のディスク（パーティション）の中に複数のオペレーティングシステム(OS)をインストールし、どれかを選んでブートする事が出来るという状態のことである。
2つの場合をデュアルブート、3つをトリプルブート...等の語もある。

## 概要

### Mac
WindowsとMac OS Xのマルチブートは、PowerPC世代のMacまでは、コンピューターの仕組みが大きく異なっていたため、不可能であったが（構築にVirtual PC for Macなどのエミュレータが必要だった）、Intel Mac（インテルのCPUを採用したMac）では、Boot Campを用いれば専門的知識が無くても比較的容易にWindows XPやWindows Vistaが導入できるようになった。LinuxとMac OS XのマルチブートはPowerPC世代のMacとIntel Macの両方で行うことができる。その際、PowerPC世代のMacに対してはPowerPC版Linuxを使い、Intel Macに対してはx86かx86_64版Linuxを使うことになる。

### その他
近年では、マルチブート環境の構築を安全かつ容易に行えるようにすることを目的に、複数のSATA/eSATAコントローラーと専用のブートROMを搭載したコンピュータ本体やマザーボードも数多く発売されている。これらの製品を用いてそれぞれのOSを独立した物理ドライブにインストールすれば、既存のOSやデータファイルを誤って消去してしまうリスクを軽減できるだけでなく、インストール完了後の初期設定項目を大幅に削減できるといったメリットが期待できる。
また、Windows 8の登場に伴い、UEFI仕様に準拠したコンピュータ本体やマザーボードなどの普及が急速に進んだため、これらの製品では、空きポートさえあれば単一のSATAコントローラしか搭載されていなくても、OSと同じ台数の物理ドライブを用意するだけで先述したメリットが享受できるようになっている。